# Жунусов, Рымбек Жунусович
Рымбек Жунусович Жунусов (род. 1 марта 1941 г Актогайский район, Карагандинская область) — агроном, общественный деятель. Заслуженный деятель Казахстана (2003). Скончался 13 августа 2024 года в городе Астана в своем доме в возрасте 83 лет.

## Биография
- Рымбек Жунусович Родился 1 марта 1941 года в селе Актогай, Карагандинской области. Казах. Происходит из рода Альтеке рода Каракесек племени Аргын[1].
- 1960 г - Окончил Талгарский сельскохозяйственный техникум.
- 1962 - 1991 гг - Член КПСС
- Делегат XVI – XVII с 1982 по 1987 г. съезд Компартии Казахстана[что?].
- Член Народно-Демократической партии «Отан», «Нур Отан» с 1999г.
- Член Политсовета партии «Нур Отан» с 2007 года по 2015 год.
- член Ассамблея народа Казахстана с 2010 года.

## Трудовой деятельности
- С 1960 года – главный агроном совхоза им. Сталина, Коунрадского района, Карагандинской области.
- С 1962 года по 1967 года учился в Алматинском сельскохозяйственном институте, где получил звание ученый-агроном.
- В 1967 году назначен главным агрономом совхоза Коунрад, Актогайского района, Карагандинской области.
- С 1971 года по 1973 года работал инструктором орг.отдела райисполкома Актогайского района, затем заместителем начальника управления сельского хозяйства Актогайского района.
- С 1973 года по 1981 год работал директором совхоза Кызыларай, Актогайского района, в 1982 году переведен первым заместителем председателя исполкома районного Совета народных депутатов, начальник сельхозуправления Актогайского района, Джезказганской области. В 1985 году, избран вторым секретарем Актогайского райкома Компартии Казахстана.
- В 1986 году избран председателем исполкома Актогайского районного Совета народных депутатов Джезказганской области.
- В 1987 году избран первым секретарем Актогайского райкома Компартии Казахстана.
- В 1990 году избран народным депутатом Казахской ССР.
- С 1992 года по 1994 года работал начальником инспекции Минсельхоза.
- С 1994 года по 1995 год работал заместителем начальника управления АПК (Агропромышленного комплекса) в Министерство финансов Республики Казахстан.
- С 1995 года по 1998 год работал директором государственного хозрасчетного универсального рынка «Алатау» г.Алматы.
- С 1998 года по 2006 год работал заместителем председателя Комитета по управлению земельными ресурсами по г.Алматы.
- С 2006 года и по сегодняшний день – председатель совета директоров ТОО «Ақмола-Бетон».
- 1984 год - Делегат Всесоюзного экономического съезда по проблемам Агропромышленного комплекса.
- В составе министерских работников, неоднократно бывал в служебных командировках: Китай (Пекин, Суар), Франция (Париж), Германия, Дубай, Москва, Швейцария и т.д.
- Является автором книг "Көңілге түйгендерім" и "Тоқырауын тоқырамасын", и статьей в республиканских газетах РК.

## Выборные должности, депутатство
- В 1995 году повышал квалификацию по налоговым сборам в городе Хантуки США.
- С 1972г. по 1992 г. – избирался депутатом Актогайского районного Совета народных депутатов.
- С 1975 г. по 1990 г. – четыре раза избирался депутатом Жезказганского областного Совета народных депутатов.
- С 1990 г. по 1994 г. – избирался народным депутатом Верховного Совета Казахской ССР, от Актогайского, Приозерного, Шетского районов Жезказганской области.

## Награды и звания
- СССР
- почетная грамота Верховный Совет Казахской ССР
- присвоено почетное звание "Заслуженный агроном Казахской ССР"
- Два Орден «Знак Почёта»
- 1974 - Медаль «20-летия освоения целинных земель в Казахстане»
- 1979 - Медаль «25-летия освоения целинных земель в Казахстане»
- 1984 - Медаль «За освоение целинных земель»
- 1986 - Медаль «Ветеран труда»
- Казахстан
- Кавалер Орден Курмет РК
- С 2001 года является почетным гражданином Актогайского района Карагандинской области.
- 2001 - Медаль «10 лет независимости Республики Казахстан»
- 2003 - присвоено почетное звание "Заслуженный деятель Казахстана"[2]
- 2005 - Медаль «10 лет Конституции Республики Казахстан»
- 2008 - Медаль «10 лет Астане»
- 2011 - Медаль «20 лет независимости Республики Казахстан»
- 2017 - Орден Парасат[3]

## Семья
- Женат. Жена Намазбаева Базиля Калиевна. Дочь Гаухар, сыновья Талғат и Танат. Имеет семь внуков и два правнука.